# 批准
批准（ひじゅん、英: ratification）とは条約に拘束されることへの国家の同意。
通常は議会の同意を得て元首等が裁可あるいは認証、公布等を行うことにより国内において成立し、多国間条約においては国際機関等の寄託者に批准書を寄託すること等により、また、二国間条約においては締約国間で批准書を交換すること等により、確定する。日本では内閣が批准し、天皇が認証し、国会の承認は必ずしも事前でなくともよい（日本国憲法第7条、73条）。
なお、アメリカ合衆国など連邦制を採用する一部の国では、国内法の制定にあたっても批准の用語が使用されることがあるが、本項では主に国家間の条約について解説する。

## 概要
ひとつの国家が国・地域をまたがる条約や協定に正式に拘束されることへの同意を表明する方法（総称して「締結」と呼ばれる）は、通常、個別の条約において規定されており、多国間条約の場合には、多くは、「批准」や「受諾」（acceptance）、「承認」（approval）や「加入」（accession）による。また、二国間条約の場合は、批准、受諾、承認、加入のほか、公文の交換による場合もある。中でも、批准は署名、議会における承認、元首等による裁可・認証、及び、批准書の寄託を経る厳格な手続きであるため、重要な多国間条約には、条約に未署名の国（条約の交渉に参加しなかった国）に対して加入による手続きを認めているほかは、批准によらなければならないとしているものも多い（例：ジェノサイド条約、欧州人権条約、社会権規約、自由権規約、ウィーン条約法条約、包括的核実験禁止条約）。こうした条約は、条約に署名した国については、批准書とよばれる国家の同意や確認を示す文書を作成し、この文書を寄託または交換することによって、はじめて当該国について条約の効力が生じることとなる。
古くは外交権は君主の元に集約されており、この時代の締結は君主による条約内容の確認行為であった。大日本帝国憲法において、条約の締結が、帝国議会ではなく天皇の諮詢機関である枢密院による審議を経た背景には、条約締結権が天皇（実際には天皇が派遣した全権代表）にあると考えられていたことがある。締結が議会を経るようになったのは、アメリカ合衆国憲法において、行政府が派遣した全権代表が署名した条約内容を国民の代表である議会が国家・国民のために再検討するために議会による批准手続きを導入したことに由来している。
多国間条約の場合、締結した国の数が一定数を超えた後に発効すると定めているものが多い。発効後も、署名のみを行い未締結の国は条約に拘束されない。
上述のように、批准手続きのうちいくつかの手続を省略した受諾、承認、加入による締結を認める条約もあるが、当然ながら、締約国の国内法が簡略化された手続による条約の締結を認めない場合は、そのような条約でも締約国が国内法において定めた手続に則って処理される。また、条約に代えて、行政機関である政府間の取り決めであって、議会による承認等の煩雑な締結手続きを要さない行政協定（政府間協定）を締結する場合もある。

## 国別の規定

### 日本
日本国憲法下においては、条約の締結は内閣が行う（憲法第73条3号）。批准にあたっては「事前に、時宜によつては事後に」国会の承認を経ることが必要とされている。条約の批准について衆議院と参議院が異なる議決をし両院協議会で成案が得られなかった場合、および衆議院で批准が可決されてから参議院が30日以内に議決をしなかった場合には衆議院の議決が国会の議決となる（衆議院の優越）。つまり、実質的には衆議院が可決すれば批准は認められる（自然成立）。国会による条約承認ののち、国事行為として天皇が批准書を認証し、国内に公布する。なお、大日本国帝国憲法（いわゆる明治憲法）の下では、批准の権限は枢密院にあった。

#### 受諾との違い
日本国憲法は天皇の義務として、「批准書及び法律の定めるその他の外交文書を認証すること。」を定めている（憲法7条）。なお外務省によれば、受諾については批准とは異なり天皇の認証を要しない。

### 英国
国内法の改正が必要な条約の場合は、イギリス政府の大権の発動に基づき議会によって批准される。国内法改正の必要がない条約の場合は、ポンソンビー規則に従い、議会両院で少なくとも21日間提示されたのち批准される。

### 豪州
憲法の規定により条約は行政府の専任事項となっており、行政府は議会の関与なしに条約の批准を行う権利を保有し、またその義務を負う。ただし、憲法の規定（第51条）により施行法の制定には連邦議会の承認を必要とする。

### 米国
大統領の権限を定めた合衆国憲法の第2条第2項に基づき、大統領は連邦議会上院による「助言と同意」(advice and consent) を経なければ条約を締結できないとされる。具体的には上院で2/3以上の単院決議 (simple resolution) が必要となる。換言すると上院には条約の批准そのものの権限はないものの、条約批准における大統領と上院の実質的な力関係において、「助言と同意」をどのように解すかが争点となっている。その背景には、連邦議会委員長に付与された議事整理権がある。単院決議は法案 (bill) や両院合同決議 (joint resolution) と同様、議会に議題として提案されるが、委員長権限で審議せずにお蔵入りさせることができる (詳細は「アメリカ合衆国連邦議会#特徴」も参照)。建国以来200年間を集計すると、計1500件以上の条約を決議可決してきたのに対し、決議否決はわずか21件に留まっている。ところが少なくとも85件の条約は決議の審議投票に至らず、棄却されている。また、一般的に連邦議会では会期をまたいでの法案審議は行われずに自動廃案となって翌期に再提出が求められるが、条約はこの例外であり、上院の外交委員会で協議を継続することができるため、最終的な批准まで数年を要することもある。加えて、通常の法案可決は単純多数決 (1/2以上) なのに対し条約には2/3以上が必要なため、二大政党制をとる米国では超党派での多数派工作が必要となる。その結果、条約に反対の勢力が1/3を死守しようと引き延ばし戦術 (dilatory tactics) を使うことがある。特に1876年～1900年には上院による否決が続出した反省を踏まえ、大統領は共和党と民主党双方の上院議員から構成される条約交渉の代表団を任命し、批准の円滑化を図る傾向にある。
なお、通常の国内連邦法には上院および下院両方の過半数可決が必要とされるが、条約に関する決議に下院は関与しない。また、法的拘束力を持った通常の条約 (treaty) ではなく、法的拘束力はないが政治的拘束力のある行政協定 (executive agreement) の場合は大統領の専任事項となるため、上院・下院ともに審議されない。